# Investiciono zlato
Investiciono zlato je vrsta zlata koja se koristi kao sredstvo investiranja . Ono se razlikuje od ukrasnog zlata, koje se obično koristi u nakitu i drugim ukrasnim predmetima. Investiciono zlato se smatra sigurnom investicijom i obično se koristi kao zaštita od inflacije i ekonomskih nestabilnosti.
Zlato je jedna od najstarijih i najpoznatijih valuta na svetu, a njegova vrednost se održala kroz vekove. Investiciono zlato se može kupiti u obliku zlatnih poluga ili zlatnih novčića, koje izdaju centralne banke i poznate kovnice. Takođe postoji mogućnost investiranja u zlatne berzanske fondove ili u deonice kompanija koje se bave rudarenjem i proizvodnjom zlata. 
Investiciono zlato je popularno među investitorima koji žele da diversifikuju svoj portfelj, smanje rizik i zaštitite se od ekonomskih neizvesnosti. Ova vrsta investicije zahteva pažljivo proučavanje tržišta i cena, ali može biti profitabilna dugoročna investicija.

## Istorija investicionog zlata
Istorija investicionog zlata seže duboko u prošlost, još od vremena kada se zlato koristilo kao oblik novca i sredstvo plaćanja. U drevnim civilizacijama poput egipatske, rimske i grčke, zlato je bilo dragocen metal koji se koristio za izradu nakita, umetničkih dela i predmeta od velike vrednosti.
Od prvih civilizacija i hramova ukrašenih zlatom, od starog Egipta i drevne Kine, sve do savremenog doba – zlato je bilo deo kulture svih naroda sveta. Ovaj plemeniti metal bio je jedan od prvobitnih oblika bogatstva na planeti. Ako ste posedovali zlato – posedovali ste i moć.
Stoga, ne čudi ni činjenica da se termin Zlatno doba koristio u klasičnoj mitologiji, kako bi se opisalo prvo i najbolje doba čovečanstva – ono koje je prosperitetno.
Međutim, upotreba zlata kao investicije je relativno nova pojava. U 19. veku, zlatna groznica u Kaliforniji i drugim delovima sveta dovela je do velike proizvodnje zlata i povećane potražnje za ovim metalom. U to vreme, investitori su počeli da kupuju fizičko zlato u obliku poluga i novčića kao način da sačuvaju svoje bogatstvo.
Tokom 20. veka, zlato je postalo popularno među centralnim bankama kao rezervna valuta i sredstvo za stabilizaciju cena. U SAD-u je 1933. godine donet zakon o konfiskaciji zlata, koji je zabranio građanima da poseduju fizičko zlato. Međutim, 1971. godine, predsednik Richard Nixon je ukinuo vezu dolara sa zlatom, što je omogućilo slobodno tržište zlata i povećalo interesovanje za investiciono zlato.

## Fizičko investiciono zlato
Fizičko investiciono zlato se odnosi na zlato u fizičkom obliku, uključujući zlatne poluge, zlatne novčiće i nakit. Investitori kupuju fizičko zlato kao način da sačuvaju svoje bogatstvo i zaštite se od finansijskih kriza.
Zlatne poluge su najčešći oblik fizičkog investicionog zlata. One su izrađene u standardnim veličinama, uključujući jednu uncu (31,103 grama), 10 unci, 100 grama i 1 kilogram. Poluge se mogu kupiti od banaka, prodavaca plemenitih metala ili online.
Zlatni novčići su još jedan oblik fizičkog investicionog zlata. Oni su izrađeni od čistog zlata i imaju određenu nominalnu vrednost. Među popularnim zlatnim novčićima su Kanadski javorov list, Američki orao, Južnoafrički kugerrand i Australijski kengur.
Nakit od zlata takođe može biti oblik fizičkog investicionog zlata. Međutim, njegova vrednost može varirati zbog troškova izrade, kvaliteta zlata i umetničke vrednosti. Investitori koji žele da kupe nakit od zlata kao investiciju treba da obrate pažnju na ove faktore.
Fizičko investiciono zlato može pružiti dugoročnu sigurnost i zaštitu bogatstva, ali ima i određene nedostatke. Uključuje troškove skladištenja i osiguranja, rizik krađe i potrebu za potvrđivanjem autentičnosti. Takođe, prodaja fizičkog zlata može biti sporija i skuplja u poređenju sa prodajom finansijskog investicionog zlata poput ETF-a.

## Investiciono zlato u obliku nakita
Investiciono zlato u obliku nakita je popularna opcija za one koji žele da investiraju u plemenite metale. Zlatni nakit je atraktivan i funkcionalan, ali može biti i vredna investicija, naročito ako je napravljen od visokokvalitetnog zlata i dijamanta u obliku vereničkog prstena sa dijamantom, dijamantskih ogrlica ili minđuša.
Zlatni nakit je ne samo simbol statusa i stila, već i tržišno vredan predmet. Investicioni nakit se razlikuje od običnog nakita po tome što je napravljen od zlata visoke čistoće, često 22 karata ili više. Visoka čistoća zlata u investicionom nakitu znači da nema drugih legura koje bi mogle da smanje njegovu vrednost.
Investicioni nakit obično ima standardizovanu težinu i dimenzije, što omogućava lako računanje vrednosti i prodaju po aktuelnoj ceni zlata na tržištu. Investicioni nakit može biti izrađen u različitim oblicima, uključujući zlatne poluge, zlatne novčiće i zlatni nakit.
Međutim, kada se radi o investiranju u zlatni nakit, postoji nekoliko faktora koji treba razmotriti. Prvo, treba imati na umu da zlatni nakit nije lako likvidan kao neki drugi oblici investicija u zlato, poput zlatnih poluga ili zlatnih novčića. Pored toga, zlatni nakit često ima visoke marže za proizvodnju i prodaju, što može uticati na konačnu cenu koju ćete platiti.
Ipak, investicioni zlatni nakit može biti dobra opcija za one koji traže diversifikaciju portfelja. Kao i kod svake druge investicije, treba pažljivo razmotriti sve faktore pre donošenja odluke.

## Finansijsko investiciono zlato
Finansijsko investiciono zlato predstavlja ulaganje u zlato u obliku finansijskih instrumenata, kao što su ETF-ovi (fondovi koji prate cenu zlata), futures ugovori, opcije i drugi finansijski instrumenti. Ovakav oblik ulaganja u zlato je popularan jer je likvidan, pristupačan i lakše se upravlja u poređenju sa fizičkim posedovanjem zlata.
ETF-ovi su najpopularniji oblik finansijskog investicionog zlata i obično prate cenu zlata na svetskom tržištu]. Investitori kupuju deonice ETF-a koji je vezan za zlato, a cena tih deonica se kreće u skladu sa promenama cene zlata na tržištu. Ovo omogućava investitorima da imaju izloženost prema ceni zlata, bez potrebe za posedovanjem fizičkog zlata.
Futures ugovori predstavljaju ugovor između dve strane koji omogućava kupovinu ili prodaju zlata po unapred određenoj ceni i datumu. Futures ugovori se koriste za zaštitu od mogućih promena cena zlata.
Opcije omogućavaju investitorima da kupe ili prodaju zlato po unapred određenoj ceni u budućnosti. Ovo je popularna opcija za investitore koji žele da se zaštite od gubitka novca usled nepredvidivih kretanja cena na tržištu.
Kao i kod svih investicija, postoji određeni nivo rizika kada se radi o finansijskom investicionom zlatu. Tržište zlata je podložno fluktuacijama, pa se cena zlata može kretati u različitim pravcima u kratkom vremenskom periodu.

## Gde se kupuje investiciono zlato
Investiciono zlato može se kupiti na nekoliko različitih mesta, uključujući:
1. Može se kupiti od banaka i finansijskih institucija koje nude usluge prodaje zlata. Ovo je popularna opcija za one koji preferiraju fizičko posedovanje zlata u obliku poluga ili novčića.
2. Investiciono zlato može se kupiti od licenciranih trgovaca zlatom i dragocenim metalima. Ovi trgovci prodaju različite oblike investicionog zlata, uključujući zlatne poluge, zlatne novčiće i zlatni nakit.
3. Može se kupiti preko online platformi za trgovanje dragocenim metalima. Ove platforme omogućavaju kupovinu i prodaju zlata putem interneta, što je popularno za one koji preferiraju brzu i jednostavnu transakciju.
4. Investiciono zlato može se kupiti putem finansijskih instrumenata kao što su ETF-ovi, futures ugovori i slične opcije. Ovi finansijski instrumenti mogu se kupiti putem brokera ili online platformi za trgovanje.

Važno je napomenuti da kupovina investicionog zlata uključuje određeni nivo rizika i da je potrebno pažljivo razmotriti sve opcije pre donošenja odluke. Investitori bi trebali da istraže različite opcije za kupovinu investicionog zlata i da se posavetuju sa stručnjakom za investiciono zlato pre nego što donesu odluku.

## PDV na investiciono zlato
Član Zakona republike Srbije, 36b, propisuje da je investiciono zlato oslobođeno poreza na dodatu vrednost. Kompanija Insignitus GOLD je u februaru 2015. godine podnela inicijativu u Ministarstvu finansija za ukidanje PDV-a na investiciono zlato. Inicijativa je bila zasnivana na više čvrstih argumenata kao što su: usklađivanje sa direktivom EU 2006/112 o zajedničkom sistemu poreza na dodatu vrednost, uporednoj regulativi u regionu, značaju razvoja ovog oblika investicionog ulaganja za domaće subjekte i razvoj finansijskog tržišta i konačno na potencijalnim mogućnostima za otvaranje novih radnih mesta dolaskom stranih kompanija koje se bave plemenitim metalima na tržištu Srbije.
PDV se, prema Zakonu o PDV-u i članu 36b ne plaća na:
- Promet i uvoz investicionog zlata, uključujući i investiciono zlato čija je vrednost navedena u potvrdama o alociranom ili nealociranom zlatu, zlato kojim se trguje preko računa za trgovanje zlatom, uključujući i zajmove i zamene zlata (svop poslovi) koji podrazumevaju pravo vlasništva ili potraživanja u vezi sa zlatom, kao i aktivnosti u vezi sa investicionim zlatom na osnovu fjučers i forvard ugovora čiji je rezultat prenos prava raspolaganja ili prava potraživanja u vezi sa investicionim zlatom;
- Promet usluga posrednika koji u ime i za račun nalogodavca vrši promet investicionog zlata.

## Rizici ulaganja u investiciono zlato
Investitori koji ulažu u zlato uvek snose tržišni rizik, odnosno rizik gubitka vrednosti u slučaju pada cene zlata. Tržišni rizik je veća ponuda ili manja potražnja. Pošto je proizvodnja zlata podložna samo relativno malim fluktuacijama u kratkom roku, rizik od iznenađujućeg povećanja ponude uglavnom proizilazi iz prodaje velikih (centralne banke) ili mnogih (masovna panika) investitora. Potražnja za zlatom se uglavnom distribuira među proizvođačima nakita, industrijom i investitorima. Stoga postoji rizik od pada tražnje ako zlato izgubi svoju važnost kao nakit, ako industrija pronađe jeftinije zamenske materijale ili ako investitori pređu na druge klase investiranja (npr. akcije, nekretnine, druga roba).
Pored toga, pošto se cena zlata kotira u dolarima, postoji i valutni rizik za investitore koji borave van valutnog područja američkog dolara. Kurs evra u opadanju je ekvivalentan povećanju vrednosti zlata (na bazi evra); Nasuprot tome, opadajući kurs dolara smanjuje vrednost zlata u evrozoni.